# 流行語
流行語，又稱潮流用語（簡稱潮語），是指在近期熱門的民眾使用語。很多潮流用語源自年輕人之間自創和使用的俚語或網語。不同地區所使用的潮流用語也不盡相同。

## 與新詞的差異
“流行語”常與「新词”被混淆。其與“新词”有以下的不同：
1. 流行語只要在一定的時間內非常流行，即可稱為流行語，可以是新產生的詞或語句，也可以是原有的詞或語句，如“忽悠（音似英语 "Fool（英语：Fool） you"）”一詞原是意为糊弄的東北話，2001年之後經過趙本山的小品傳播才使之成為全中國大陸的流行語。“糊弄”在台灣則是經相聲表演[2]，在2000年前即由流行與成為常用語。
2. 流行語的固定程度比較短，絕大部分都經歷由盛轉衰直至銷聲匿跡的過程，只有很少部分能長期被大眾使用，進而成為慣常用語。如1980年代末台灣的流行語“新新人類”，現時已經極少使用，幾乎成為廢語。
3. 部分台灣流行語則被大眾慣用，而漸漸固定成常用語，比如基於中視交友節目《來電50》所延伸出的“長得很抱歉”，以及基於“長得很抱歉”流行後興起的造詞運動[3]，如“長得很愛國”、“長得很安全”。作為常用語傳到中國大陸後大陸民眾多半不清楚典故。甚至年輕一輩的台灣人都不清楚，所以誤以為流行語只有少部份成為常用語。

## 演化
流行語大多有其“壽命”，說得多了便沒有新鮮感，之後可能便會慢慢消失，一般潮流用語雖然使用的時間比較短，但流行期間的使用範圍廣，引起的社會效應也比較大，許多新詞未能做到這一點。有些則會因為流行而變成方言詞。近年的潮流用語多為網上用語。

## 教育和考試方面
曾經有人以潮流用語為主題編著學習教材，如中學老師蘇揚真（筆名：蘇真真）出版的潮語學習卡和嶺南大學教授彭志銘出版的香港潮語話齋。
近年在公開考試發生了如下數單跟潮流用語有關的爭議。
- 2008年香港中學會考中文聆聽及綜合能力考試題目事件，參見“屈機”。
- 2006年Orz出現於台灣大學學科能力測驗題目事件，參見“失意體前屈”。

香港近10年來常用潮語

### 2009年
- 升呢：網絡遊戲術語，解作「升級、升格」，「呢」為英語「level」的粵語簡音。
- o靚模：指16~25歲的年輕女性模特兒，推出寫真集等商品，以攝影族（龍友）、宅男為目標對象。

### 2010年
- 微博：微型網誌或微網誌，這裡專指中國內地互聯網內容供應商（ICP）提供的微型網誌服務。
- 事業線：在掌相學中，原指一條代表個人事業運程的掌紋，這裡指女性乳溝的代名詞。

### 2011年
- 至於你信不信，反正我信了：在2011年7月23日溫州和諧號列車追撞事故發生後，出現了金句「至於你信不信，反正我信了」。有內地網民指出在2001年無綫電視劇集《尋秦記》內的對白，已有此句出現。及後此句被傳媒用來借代一些「不能公諸於眾的潛規則」。
- 那些年：台灣小說作者九把刀執導的電影《那些年，我們一起追的女孩》，在香港上映前後，掀起了集體回憶熱潮。及後香港網民衍生出「那些年，我們一起X的YY」系列潮文。

### 2012年
- WhatsApp、微信：智能手機交友應用程式名稱，隨著智能手機急速普及化而廣為港人熟悉。
- 加年大：由於速成輸入法的普及，很多速成輸入法使用者經常打錯拿為年，故倉頡輸入法使用者便以此取笑他們，加年大一度洗版網絡。
- 雙非：指父母雙方並非香港居民的情況下，內地孕婦藉多種途徑進入本港範圍產子，引起香港網民爭議。
- 僭建：傳媒揭發港府多名高官，以至2012年行政長官選舉各候選人，其私人住所被指有違規構築物。
- 水客：指將本港銷售的商品，以多種形式運返內地（水貨）的職業旅客。
- 江南Style：韓國歌手PSY的歌曲之一，其音樂錄像(MV)掀起文化全球化，在香港衍生網民二次創作甚至快閃黨活動。

### 2014年
- 佛系：源於2014年日本一本女性雜誌的介紹，意指一切靠緣分的生活態度、不追逐名利及打扮，不會特地嘗試改變現狀。

### 2016年
- DQ：是「取消資格」的意思。近年多用於形容在選舉中被取消資格。

### 2017年
- 仙氣：網上術語。在viuTV粵語配音日本搞笑動畫《齊木楠雄的災難》中使用。
- DLKH：「由於貧窮」的意思。

### 2019年
- be water：在反对逃犯条例修订草案运动的抗爭者經常使用，寓意指不要限制自己，在不同時候要有不同的變化，且柔且剛。出自李小龙1971年的一段采访。[4]

### 2020年
- 廢老：在廢青一詞出現後出現。在在viuTV自製電視劇《男排女將》出現。當時37歲的鄧麗欣在戲中角色有集有對白自嘲廢老。